# Pembroke College (Cambridge)
Il Pembroke College è un college dell'Università di Cambridge, che ospita più di 600 studenti e fellow, il terzo più antico tra i college esistenti. Cerca di trovare studenti entusiasti e capaci, senza distinzione di provenienza.

## Storia
La vigilia di Natale del 1347, Edoardo III garantì a Marie de St Pol, vedova del Conte di Pembroke Aymer de Valence, la licenza per la fondazione di un nuovo centro di istruzione nella giovane Università di Cambridge. La Hall of Marie Valence, nome originale, fu così fondata per ospitare un corpo di studenti e fellows.
Gli statuti erano degni di nota in quanto sia davano la preferenza a studenti nati in Francia che avevano già studiato in altre parti dell'Inghilterra, sia richiedevano che gli studenti segnalassero i compagni che avessero bevuto troppo o visitato case di bassa reputazione...
Il college fu in seguito rinominato Pembroke House e, infine, Pembroke College nel 1856.
Degno di nota è il fatto che il college femminile della Brown University negli Stati Uniti abbia preso il nome del Pembroke College, prima di essere unito all'università nel 1971.

## Edifici

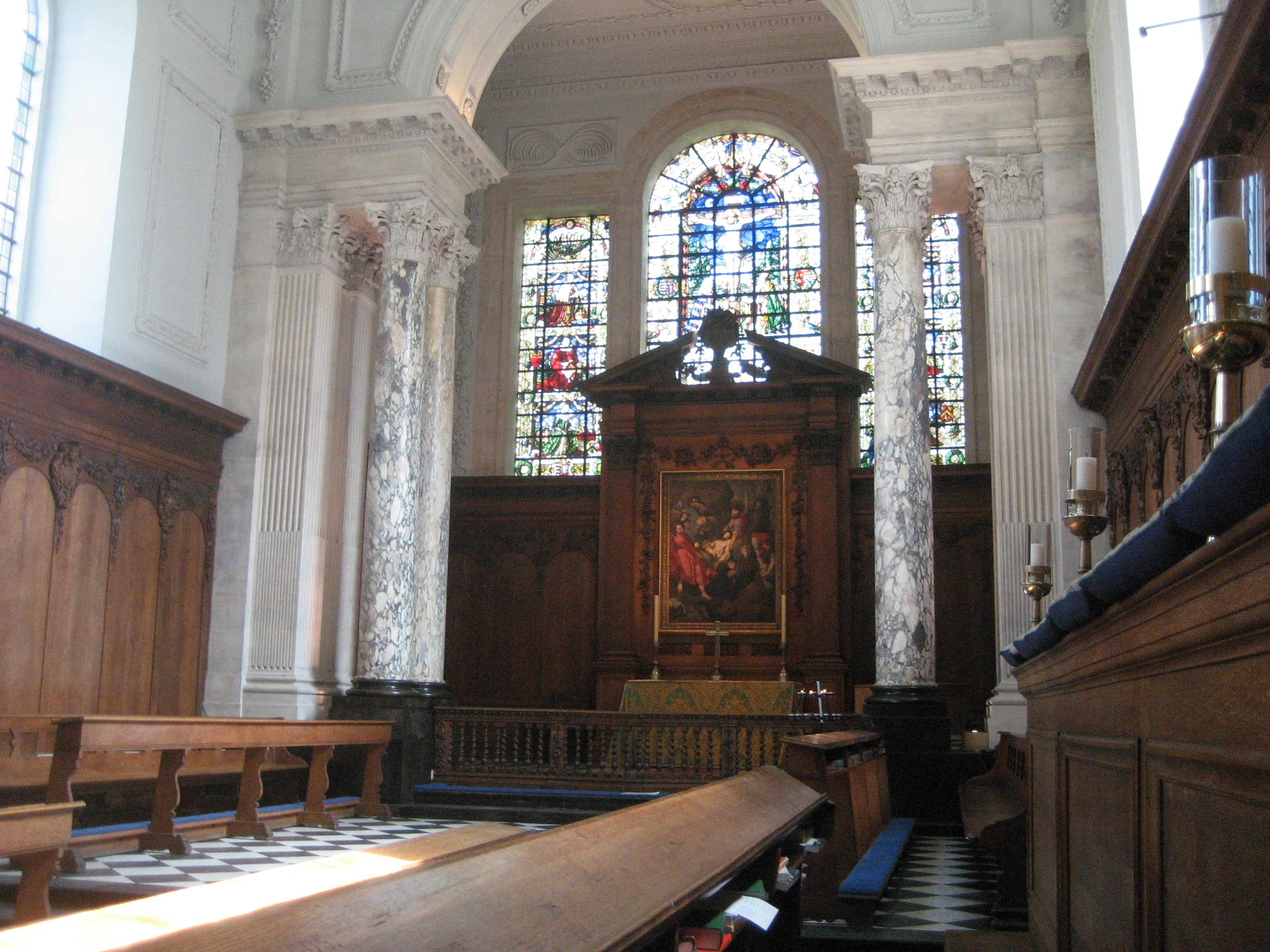
Cappella

I primi edifici consistevano di una sola corte (chiamata oggi Old Court) che conteneva tutte le parti del college, la cappella, la hall, la cucina, la mensa, gli alloggi del master e le stanze degli studenti; gli statuti garantivano un economo, un cuoco, un barbiere ed una lavandaia. Sia la fondazione del college che la costruzione della prima cappella di un college nella città (nel 1355), richiesero una bolla papale.
La corte originale era la più piccola dell'università (30 x 15 metri), ma fu ingrandita alle dimensioni attuali nel XIX secolo demolendo il lato meridionale.
L'edificio all'ingresso è originale ed è il più antico di Cambridge. La hall fu ricostruita nel XIX secolo da Alfred Waterhouse dopo aver dichiarato quella esistente come pericolante.
La cappella originale forma oggi la Old Library (vecchia biblioteca) e possiede un imponente soffitto a stucco del XVII secolo, disegnato da Henry Doogood, che mostra uccelli che volano. Durante la Guerra Civile, un fellow del Pembroke, cappellano del futuro re Carlo I, Mathew Wren, fu imprigionato da Oliver Cromwell. Quando fu rilasciato dopo diciotto anni, mantenne una promessa incaricando il nipote Christopher Wren di costruire una grande cappella nel suo ex college. La cappella fu consacrata il giorno di San Matteo del 1665, il lato orientale fu esteso da George Gilbert Scott nel 1880.
I terreni interni del Pembroke ospitano giardini ben mantenuti, con vegetazione molto selezionata. In particolare si hanno "The Orchard" (il frutteto) (un'area di terreno semi-selvatico al centro del college), un'imponente fila di platani ed un campo da bocce tenuto alla perfezione, ritenuto il più antico d'Europa ad essere continuamente usato. Curiosamente, il Pembroke ha avuto recentemente la presenza di fauna selvatica:, alcuni tassi, sicuramente molto studiosi, sono stati visti all'interno del college.

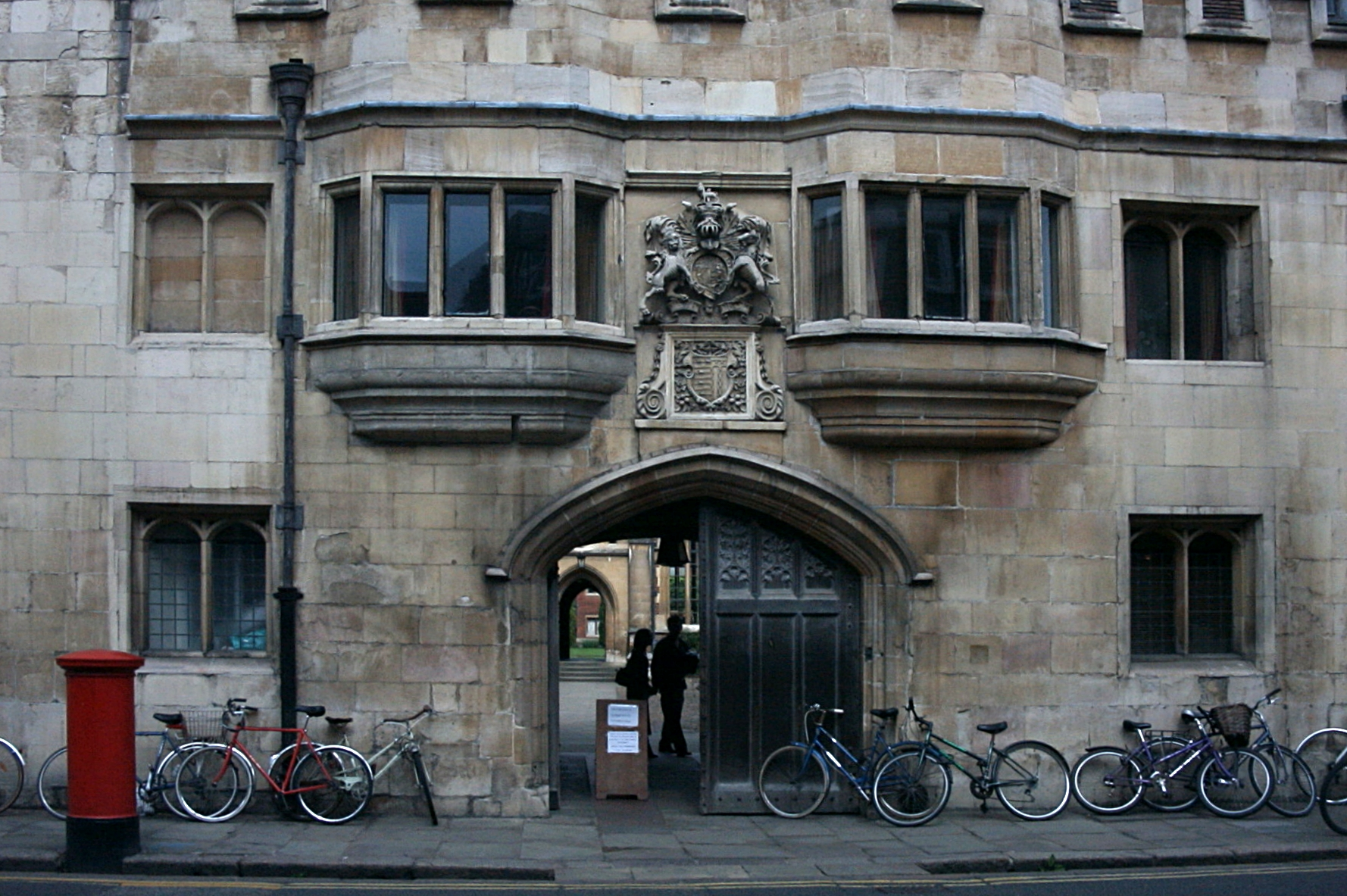
Portale d'ingresso del Pembroke College

## Il Pembroke oggi
Il Pembroke College ha studenti sia graduate che undergraduate. Gli undergraduates sono rappresentati dal Junior Parlour Committee (JPC). La comunità dei graduates è rappresentata dal Graduate Parlour Committee (GPC). Il Pembroke è particolare per avere le stanze sociali chiamate "parlours" piuttosto che il tipico "common room" . Ci sono molte squadre sportive e società culturali organizzate dagli studenti del college.